# Airport Tycoon
Airport Tycoon is een bedrijfssimulatiespel uit 2000, uitsluitend voor pc. In het computerspel moet de speler een vliegveld managen. Airport Tycoon werd minder goed ontvangen en kreeg weinig positieve recensies.
Het spel werd in 2003 opgevolgd door Airport Tycoon 2.